# Elymus purpuraristus
Elymus purpuraristus là một loài thực vật có hoa trong họ Hòa thảo. Loài này được C.P.Wang & H.L.Yang mô tả khoa học đầu tiên năm 1984.